# Звук (часопис)
Звук је био часопис о музици, који је излазио у Београду од новембра 1932. све до марта 1936. године. Овај часопис је основан са циљем да тадашњу јавност упозна са највишим професионалним тенденцијама и достигнућима у области музичког стваралаштва. Власница и уредница овог часописа била је Стана Ђурић Клајн, у то време Стана Рибникар, која је била прва жена музиколог у Србији.
Часопис се штампао се у штампарији Смиљево, Душана С. Татића у Гвоздићевој 11 у Београду, као и у Графичко уметничком заводу Планета, који се налазио у Ускочкој улици број 8, такође у Београду. Претплата је износила 80 динара за целу годину, а 40 динара за пола године, док је за ђаке музичких школа цена била 70, односно 35 динара. Годишња претплата за иностранство била је 150 динара, а цена појединачног броја 10 динара.